# Йоанис Ваю
Йоанис (Янис) Ваю (на гръцки: Ιωάννης Βαΐου) е гръцки музикален педагог.

## Биография
Йоанис Ваю е роден през 1883 година в Солун. Отличен музикант, владеещ почти всички основни музикални инструменти, Ваю е учител по музика в Сярската гимназия от 1904 до 1909 година. В Сяр организира и ръководи хоровете на мъжката гимназията, на сиропиталището, на женското училище и на силогоса „Орфей“. В 1909 година става учител по музика в Солун и работи там до 1920 година. В 1921 г. се връща в Сяр, но в 1938 година отново в Солун и работи в Трета женска гимназия, като едновременно поема Солунсаката филхармония. Автор е на Химна на Македония-Тракия, „Елегия на загиналите във войните“, Химна на Сяр.
Умира през 1961 година в Солун. Името му носи улица в Сяр.